# Ньюди, Пьеро
Пьеро Ньюди (итал. Piero Gnudi; род. 17 мая 1938, Болонья) — итальянский предприниматель и политик, министр без портфеля по делам туризма, спорта и регионов (2011—2013).

## Биография
Родился 17 мая 1938 года, в 1964 году получил степень доктора коммерции в Болонском университете, в 1995 году вошёл в его ревизионную комиссию. Основатель консалтинговой фирмы Studio Gnudi. Член совета директоров UniCredit, член генерального совета и правления Assonime, исполнительного комитета и генерального совета аналитического центра Институт Аспена, комитета управляющих Совета по отношениям между Италией и Соединёнными Штатами.
Входил в совет директоров многих других компаний, включая Eni, EniChem, Credito Italiano, Astaldi и Iri. С 2002 по 2011 год занимал должность председателя совета директоров энергетической компании Enel. В 1995—1996 годах являлся экономическим советником министра промышленности Альберто Кло, входил в руководство Конфиндустии. 16 ноября 2011 года вступил в должность министра без портфеля по делам туризма и спорта в правительстве Монти, а 25 ноября в сферу его ответственности дополнительно вошли отношения с регионами Италии (оставался в должности до завершения полномочий правительства 28 апреля 2013 года). В июне 2014 года назначен чрезвычайным комиссаром в сталелитейную компанию Ilva.

## Награды
- Большой Крест ордена «За заслуги перед Итальянской Республикой» (2 июня 2002 года, награждён по инициативе аппарата правительства Италии)[3].